# 貝爾丹斯 (蒙大拿州)
貝爾丹斯（英語：Bear Dance）是位於美國蒙大拿州萊克縣的普查規定居民點。

## 人口
根據2020年美國人口普查的數據，貝爾丹斯的面積為7.19平方千米，皆為陸地。當地共有人口281人，而人口密度為每平方千米39.08人。